# Apostolisches Vikariat Trinidad
Das Apostolische Vikariat Puerto Trinidad (lat.: Apostolicus Vicariatus Trinitensis, span.: Vicariato Apostólico de Trinidad) ist ein in Kolumbien gelegenes römisch-katholisches Apostolisches Vikariat mit Sitz in Trinidad. 

## Geschichte
Das Apostolische Vikariat Trinidad wurde am 29. Oktober 1999 durch Papst Johannes Paul II. aus Gebietsabtretungen des Apostolischen Vikariates Casanare errichtet. Zum ersten Apostolischer Vikar wurde Héctor Javier Pizarro Acevedo OAR ernannt.